# Interstate Highway System

Vägmärke för Interstatesystemet

Karta över Interstate Highway System.

The Dwight D. Eisenhower National System of Interstate and Defense Highways, vanligtvis kallat Interstate Highway System är ett nationellt nät av större vägar som passerar över delstatsgränser i USA. Systemet omfattar de flesta vägarna i USA av standarden freeway, men inte alla. Det finns också en del korta sträckor i Interstate-nätet som inte har denna standard.
Interstate Highway System infördes 1956 då USA:s president Dwight Eisenhower undertecknade lagförslaget som fick namnet Federal Aid Highway Act och som innebar byggande av ett landstäckande vägnät av hög standard på 6 600 mil som finansierades av en höjning av bensinskatten från två till tre cent per gallon.
Systemet är numrerat så att vägar med udda nummer går nord-syd medan vägar med jämna nummer går öst-väst. Interstate highways är typiskt kända som Interstate XX eller I-XX, där "XX" är en eller två siffror; ibland används benämningen Interstate Highway XX (IH XX) eller Interstate Route XX (IR XX).

## Dubbla funktioner
Vägnätet är konstruerat att fylla dubbla funktioner. I händelse av krig eller naturkatastrofer är vissa delar av vägnätet reversibelt för att på så sätt underlätta en snabb evakuering i endera riktningen. Det finns även en folktro om att vägnätet med avsikt har konstruerats så att det kan användas som flygfält för försvaret i händelse av krig, vilket är officiellt förnekat. Sådana lösningar är däremot vanliga i till exempel Sverige och Tyskland.
Möjligheten att evakuera större städer inför hotade naturkatastrofer har använts ett flertal gånger, till exempel:
- 1998 - New Orleans, Louisiana - Georges
- 2004 - Tampa - Charley, Delar av Florida - Ivan
- 2005 - New Orleans, Louisiana och Houston - Katrina och Rita.

## Fiktion
Möjligheten att reversera körriktningen återges i ett flertal fiktiva berättelser, bland annat filmerna Deep Impact och Independence Day.

## Galleri

Vägmärke för Interstate 5 (I-5) som går ungefär parallellt med USA:s västkust.
Vägmärke för Interstate 95 (I-95) som går ungefär parallellt med USA:s östkust.
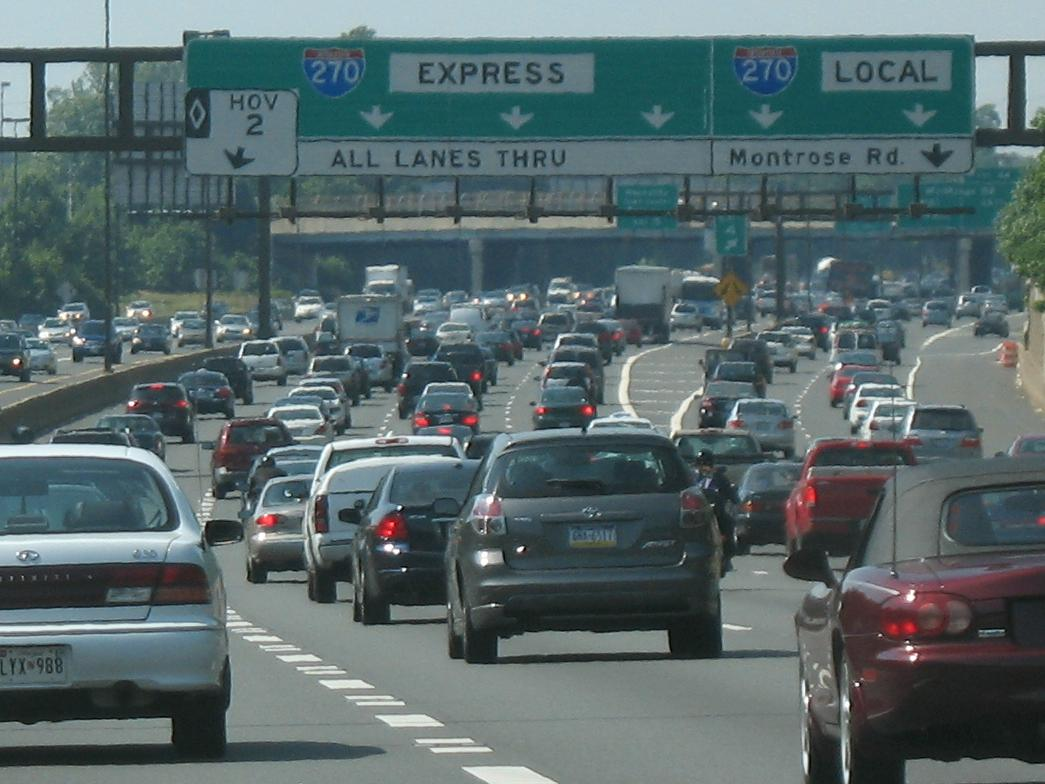
Interstate 270 strax nordväst om Washington DC. Vägen delas upp i express- och lokalkörbanor, där lokalkörbanorna har anslutning till av- och påfarter. Eftersom det är en barriär mellan express- och lokalkörbanorna måste man veta i god tid att man ska svänga av.
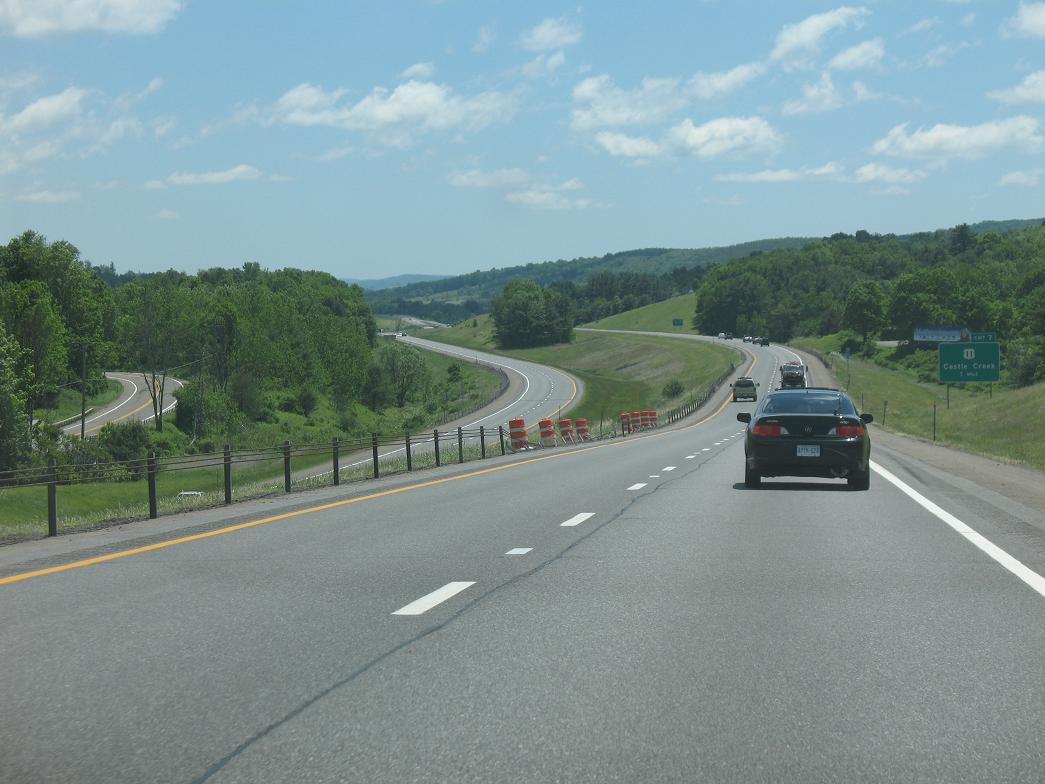
Interstate 81 strax norr om Binghampton i delstaten New York. Avståndet mellan körbanorna är långt och vägen smälter fint in i landskapet.